# Djibril Cissé
Djibril Cissé (Arles, 12 de agosto de 1981) é um ex-jogador de futebol que atuava como atacante. Atualmente, atua como DJ, com o nome artístico Tcheba.

## Carreira

### Auxerre
Cissé iniciou a carreira no Auxerre, jogando pelo clube de 1998 a 2004, sendo o maior destaque da equipe.

### Liverpool
Depois de ser especulado em muitos clubes, foi contratado pelo Liverpool em 2004. Depois de um início encantador, Cissé acabou não conseguindo mostrar o mesmo futebol que o fez um ídolo na França e foi emprestado ao Olympique de Marseille em 2006. De volta à França, foi mais uma vez destaque, fazendo com que o clube comprasse seu passe.

### Sunderland
Na temporada 2008–09 foi emprestado ao Sunderland, onde fez uma boa temporada, porém também não marcou muitos gols, entretanto foi importante na campanha da equipe na Premier League.

### Panathinaikos
Foi contratado pelo Panathinaikos no ano em que o clube investiu em grandes nomes, como Gilberto Silva, Sidney Govou e Gabriel, chegou à impressionante marca de 23 gols em 28 jogos pelo Campeonato Grego, tornando-se o artilheiro do campeonato e ajudando na conquista do título.

### Lazio
Em julho de 2011 foi confirmado como reforço da Lazio.

### Queens Park
Após uma passagem curta e sem brilho pelo clube italiano, no dia 31 de janeiro de 2012 foi anunciado como reforço do Queens Park Rangers, que pagou 5 milhões de euros pela sua contratação.

### Al-Gharafa
Em janeiro de 2013, o Queens Park Ranges anunciou o empréstimo de Cissé ao Al-Gharafa até o final da temporada 2012–13.
Em outubro de 2015, o jogador anunciou a sua aposentadoria, aos 34 anos, atribuída a problemas físicos.

### Yverdon
Em julho de 2017, Cissé foi anunciado como novo reforço do Yverdon Sport, da terceira divisão da Suíça.

### Seleção Francesa
Presente na Copa do Mundo FIFA de 2002, foi convocado para a disputa da Copa do Mundo FIFA de 2006, porém foi cortado da lista por culpa de uma contusão grave (quebrou a perna), sofrida em amistoso contra a seleção chinesa, no final do período de preparação.
No dia 1 de junho de 2010 o seu nome foi confirmado na lista de jogadores que viriam a disputar a Copa do Mundo FIFA de 2010.

## Vida pessoal
Cissé teve uma pequena participação no filme Táxi 4, interpretando a si mesmo.
Além disso, também participou no filme "Les 11 commandements", interpretando a si mesmo. No filme, um estilo "Jackass", ele joga livros contra uma barreira de cinco jogadores que usam apenas cuecas. Cissé já quebrou duas vezes a perna, uma atuando pelo Liverpool da Inglaterra e outra jogando pela seleção francesa.
O jogador foi preso, em 2015, por ex-colega de Olympique de Marselha, Mathieu Valbuena, ameaçando colocar na internet, fotos íntimas de Mathieu com a namorada.
Djibril descobriu o amor pela música eletrônica já aos 14 anos, antes de tornar-se futebolista profissional. Tocava esporadicamente em comemorações de títulos e de forma despretensiosa. Em 2019, concentrou sua carreira exclusivamente como DJ e passou adotar Tcheba como seu nome artístico. Tcheba tem influências africanas, como afro trap e afro house.

## Títulos
Auxerre
- Copa Intertoto da UEFA: 1997, 2005
- Campeonato Francês: 1995-96
- Copa da França: 1995-96, 2002-03, 2004-05

Liverpool
- Liga dos Campeões da UEFA: 2004-05
- Supercopa da UEFA: 2005
- Copa da Inglaterra: 2005-06
- Supercopa da Inglaterra: 2006

Olympique de Marseille
- Campeonato Francês: 2009-10
- Copa da Liga Francesa: 2009-10
- Supercopa da França: 2010

Panathinaikos
- Campeonato Grego: 2009-10
- Copa da Grécia: 2009-10

Lazio
- Copa da Itália: 2012-13

JS Saint-Pierroise
- Campeonato Reunionês: 2015, 2016-17, 2017

Seleção Francesa
- Copa das Confederações FIFA: 2003